# Circonscription de Laska Regular
La circonscription de Laska Regular est une ancienne circonscription législativede l'État fédéré des nations, nationalités et peuples du Sud, de la Zone Basketo Special. Sa représentante de 2005 à 2010 a été Sinke Getachew Desta.